# Huitième circonscription de l'Isère
La huitième circonscription de l'Isère est l'une des 10 circonscriptions législatives que compte le département français de l'Isère (38), situé en région Auvergne-Rhône-Alpes.
Elle est représentée à l'Assemblée nationale, lors de la XVIe législature de la Cinquième République, par Caroline Abadie, députée de Renaissance.

## Description géographique et démographique
La huitième circonscription de l'Isère, dans sa forme actuelle, est créée par l'ordonnance no 2009-935 du 29 juillet 2009, ratifiée par le Parlement français le 21 janvier 2010. Elle regroupe les divisions administratives suivantes : 
- Canton d'Heyrieux
- Canton de Roussillon[1]
- Canton de Vienne-Nord
- Canton de Vienne-Sud.

## Historique des députations
| Législature | Début de mandat | Fin de mandat | Député          | Parti politique | Observations                                                                           |
| ----------- | --------------- | ------------- | --------------- | --------------- | -------------------------------------------------------------------------------------- |
| XIVe        | 20 juin 2012    | 20 juin 2017  | Erwann Binet    | PS              |                                                                                        |
| XVe         | 21 juin 2017    | 21 juin 2022  | Caroline Abadie | LREM            |                                                                                        |
| XVIe        | 22 juin 2022    | 9 juin 2024   | Caroline Abadie | RE              | Mandat écourté à la suite d'une dissolution parlementaire décidée par Emmanuel Macron. |
| XVIIe       | 8 juillet 2024  | En cours      | Hanane Mansouri | UDR             |                                                                                        |

## Historique des élections

### Élections de 2012
| Candidat       | Candidat                  | Parti          | Premier tour | Premier tour | Second tour | Second tour |  |
| Candidat       | Candidat                  | Parti          | Voix         | %            | Voix        | %           |  |
| -------------- | ------------------------- | -------------- | ------------ | ------------ | ----------- | ----------- |  |
|                | Erwann Binet élu          | PS             | 16 186       | 37,09        | 20 902      | 50,57       |  |
|                | Jacques Remiller sortant  | UMP            | 14 122       | 32,36        | 20 483      | 49,43       |  |
|                | Marie Guimar              | RBM (FN)       | 8 605        | 19,72        |             |             |  |
|                | André Mondange            | FG (PCF) (PG)  | 1 951        | 4,47         |             |             |  |
|                | Michèle Cédrin            | CpF (MoDem)    | 1 102        | 2,53         |             |             |  |
|                | Jacques Jury              | MÉI            | 417          | 0,96         |             |             |  |
|                | Brigitte Villard Courchet | LT-LNÉ         | 351          | 0,80         |             |             |  |
|                | Nicole Chosson            | AÉI            | 292          | 0,67         |             |             |  |
|                | Fabrice Dezutter          | CPNT           | 279          | 0,64         |             |             |  |
|                | Jacques Lacaille          | LO             | 176          | 0,40         |             |             |  |
|                | Patrick Seris             | NPA            | 155          | 0,36         |             |             |  |
|                |                           |                |              |              |             |             |  |
| Inscrits       | Inscrits                  | Inscrits       | 75 071       | 100,00       | 75 067      | 100,00      |  |
| Abstentions    | Abstentions               | Abstentions    | 30 963       | 41,24        | 32 550      | 43,36       |  |
| Votants        | Votants                   | Votants        | 44 108       | 58,76        | 42 517      | 56,64       |  |
| Blancs et nuls | Blancs et nuls            | Blancs et nuls | 472          | 1,07         | 1 182       | 2,78        |  |
| Exprimés       | Exprimés                  | Exprimés       | 43 636       | 98,93        | 41 335      | 97,22       |  |

### Élections de 2017
|                                                                         |                                                                                 |                           |                           |                          |                          |
|                                                                         |                                                                                 | Premier tour 11 juin 2017 | Premier tour 11 juin 2017 | Second tour 18 juin 2017 | Second tour 18 juin 2017 |
|                                                                         |                                                                                 |                           |                           |                          |                          |
|                                                                         |                                                                                 | Nombre                    | % des inscrits            | Nombre                   | % des inscrits           |
| Inscrits                                                                | Inscrits                                                                        | 78 587                    | 100,00                    | 78 571                   | 100,00                   |
| Abstentions                                                             | Abstentions                                                                     | 41 214                    | 52,44                     | 45 894                   | 58,41                    |
| Votants                                                                 | Votants                                                                         | 37 373                    | 47,56                     | 32 677                   | 41,59                    |
|                                                                         |                                                                                 |                           | % des votants             |                          | % des votants            |
| Bulletins blancs                                                        | Bulletins blancs                                                                | 487                       | 1,30                      | 2 333                    | 7,14                     |
| Bulletins nuls                                                          | Bulletins nuls                                                                  | 515                       | 1,38                      | 766                      | 2,34                     |
| Suffrages exprimés                                                      | Suffrages exprimés                                                              | 36 371                    | 97,32                     | 29 578                   | 90,52                    |
|                                                                         |                                                                                 |                           |                           |                          |                          |
| Candidat Étiquette politique (partis et alliances)                      | Candidat Étiquette politique (partis et alliances)                              | Voix                      | % des exprimés            | Voix                     | % des exprimés           |
|                                                                         |                                                                                 |                           |                           |                          |                          |
|                                                                         | Caroline Abadie La République en marche (Mouvement démocrate)                   | 11 757                    | 32,33                     | 18 907                   | 63,92                    |
|                                                                         | Thibaut Monnier Front national                                                  | 6 966                     | 19,15                     | 10 671                   | 36,08                    |
|                                                                         | Maryline Silvestre Les Républicains (Union des démocrates et indépendants)      | 6 379                     | 17,54                     |                          |                          |
|                                                                         | Erwann Binet (député sortant) Parti socialiste                                  | 5 257                     | 14,45                     |                          |                          |
|                                                                         | Myriam Thieulent La France insoumise                                            | 3 899                     | 10,72                     |                          |                          |
|                                                                         | Éric Berger Europe Écologie Les Verts                                           | 605                       | 1,66                      |                          |                          |
|                                                                         | Michèle Durieux Écologiste (Confédération pour l'homme, l'animal et la planète) | 513                       | 1,41                      |                          |                          |
|                                                                         | Véronique Barrow Divers (Union populaire républicaine)                          | 399                       | 1,10                      |                          |                          |
|                                                                         | Jacques Lacaille Lutte ouvrière                                                 | 333                       | 0,92                      |                          |                          |
|                                                                         | Jacqueline Godard Écologiste                                                    | 263                       | 0,72                      |                          |                          |
| Source : Ministère de l'Intérieur - Huitième circonscription de l'Isère |                                                                                 |                           |                           |                          |                          |

### Élections de 2022
| Résultats des élections législatives des 12 et 19 juin 2022 de la 8e circonscription de l'Isère |                          |                          |                          |              |              |             |             |
| Candidat                                                                                        | Candidat                 | Parti et coalition       | Nuance                   | Premier tour | Premier tour | Second tour | Second tour |
| Candidat                                                                                        | Candidat                 | Parti et coalition       | Nuance                   | Voix         | %            | Voix        | %           |
|                                                                                                 | Caroline Abadie          | REN (ENS)                | ENS                      | 9 113        | 23,18        | 18 251      | 53,63       |
|                                                                                                 | Benoît Auguste           | RN                       | RN                       | 9 007        | 22,91        | 15 782      | 46,37       |
|                                                                                                 | Quentin Dogon            | EÉLV (NUPES)             | NUP                      | 8 995        | 22,88        |             |             |
|                                                                                                 | Jean-Claude Lassalle     | LR (UDC)                 | LR                       | 8 213        | 20,89        |             |             |
|                                                                                                 | Thibaut Monnier          | REC                      | REC                      | 1 663        | 4,23         |             |             |
|                                                                                                 | Eloïc Dufour             | EAC                      | ECO                      | 1 183        | 3,01         |             |             |
|                                                                                                 | Jean-Louis Goujon        | LP (UPF)                 | DSV                      | 638          | 1,62         |             |             |
|                                                                                                 | Jacques Lacaille         | LO                       | DXG                      | 495          | 1,26         |             |             |
| Votes valides                                                                                   | Votes valides            | Votes valides            | Votes valides            | 39 307       | 98,26        | 34 033      | 91,26       |
| Votes blancs                                                                                    | Votes blancs             | Votes blancs             | Votes blancs             | 510          | 1,27         | 2 566       | 6,88        |
| Votes nuls                                                                                      | Votes nuls               | Votes nuls               | Votes nuls               | 188          | 0,47         | 694         | 1,86        |
| Total                                                                                           | Total                    | Total                    | Total                    | 40 005       | 100          | 37 293      | 100         |
| Abstention                                                                                      | Abstention               | Abstention               | Abstention               | 42 492       | 51,51        | 45 219      | 54,80       |
| Inscrits / participation                                                                        | Inscrits / participation | Inscrits / participation | Inscrits / participation | 82 497       | 48,49        | 82 512      | 45,20       |

### Élections de 2024
| Candidat                 | Candidat                 | Parti et coalition       | Nuance                   | Premier tour | Premier tour | Second tour | Second tour |
| Candidat                 | Candidat                 | Parti et coalition       | Nuance                   | Voix         | %            | Voix        | %           |
| ------------------------ | ------------------------ | ------------------------ | ------------------------ | ------------ | ------------ | ----------- | ----------- |
|                          | Hanane Mansouri élue     | RAD (RN)                 | UXD                      | 22 847       | 39,92        | 28 995      | 54,10       |
|                          | Cécile Michel            | EELV (NFP)               | UG                       | 14 021       | 24,50        | 24 601      | 45,90       |
|                          | Caroline Abadie sortante | REN                      | ENS                      | 11 727       | 20,49        | Retrait     | Retrait     |
|                          | Jean-Claude Lassalle     | LR                       | LR                       | 7 923        | 9,56         |             |             |
|                          | Jacques Lacaille         | LO                       | EXG                      | 623          | 1,09         |             |             |
|                          | Aurore Galves            | SE                       | DIV                      | 91           | 0,16         |             |             |
|                          |                          |                          |                          |              |              |             |             |
| Votes valides            | Votes valides            | Votes valides            | Votes valides            | 57 232       | 97,68        |             |             |
| Votes blancs             | Votes blancs             | Votes blancs             | Votes blancs             | 1 026        | 1,75         |             |             |
| Votes nuls               | Votes nuls               | Votes nuls               | Votes nuls               | 336          | 0,57         |             |             |
| Total                    | Total                    | Total                    | Total                    | 58 594       | 100          |             |             |
| Abstention               | Abstention               | Abstention               | Abstention               | 24 248       | 29,27        |             |             |
| Inscrits / participation | Inscrits / participation | Inscrits / participation | Inscrits / participation | 82 842       | 70,73        |             |             |

## Communes
| Nom                        | Code Insee | Code postal | Arrondissement | Canton            | Intercommunalité                  | Superficie (km2) | Population (dernière pop. légale) | Densité (hab./km2) | Modifier                                    |
| -------------------------- | ---------- | ----------- | -------------- | ----------------- | --------------------------------- | ---------------- | --------------------------------- | ------------------ | ------------------------------------------- |
| Assieu                     | 38017      | 38150       | Vienne         | Vienne-2          | CC Entre Bièvre et Rhône          | 12,34            | 1 722 (2022)                      | 140                | modifier les données · modifier les données |
| Auberives-sur-Varèze       | 38019      | 38550       | Vienne         | Vienne-2          | CC Entre Bièvre et Rhône          | 7,05             | 1 465 (2022)                      | 208                | modifier les données · modifier les données |
| Charantonnay               | 38081      | 38790       | Vienne         | La Verpillière    | CC Collines Isère Nord Communauté | 11,00            | 1 993 (2022)                      | 181                | modifier les données · modifier les données |
| Chasse-sur-Rhône           | 38087      | 38670       | Vienne         | Vienne-1          | CA Vienne Condrieu Agglomération  | 7,91             | 6 484 (2022)                      | 820                | modifier les données · modifier les données |
| Cheyssieu                  | 38101      | 38550       | Vienne         | Vienne-2          | CC Entre Bièvre et Rhône          | 8,55             | 1 051 (2022)                      | 123                | modifier les données · modifier les données |
| Chonas-l'Amballan          | 38107      | 38121       | Vienne         | Vienne-2          | CA Vienne Condrieu Agglomération  | 7,41             | 1 691 (2022)                      | 228                | modifier les données · modifier les données |
| Chuzelles                  | 38110      | 38200       | Vienne         | Vienne-1          | CA Vienne Condrieu Agglomération  | 13,03            | 2 347 (2022)                      | 180                | modifier les données · modifier les données |
| Clonas-sur-Varèze          | 38114      | 38550       | Vienne         | Vienne-2          | CC Entre Bièvre et Rhône          | 6,83             | 1 541 (2022)                      | 226                | modifier les données · modifier les données |
| Les Côtes-d'Arey           | 38131      | 38138       | Vienne         | Vienne-2          | CA Vienne Condrieu Agglomération  | 24,31            | 2 023 (2022)                      | 83                 | modifier les données · modifier les données |
| Diémoz                     | 38144      | 38790       | Vienne         | La Verpillière    | CC Collines Isère Nord Communauté | 13,72            | 2 915 (2022)                      | 212                | modifier les données · modifier les données |
| Estrablin                  | 38157      | 38780       | Vienne         | Vienne-2          | CA Vienne Condrieu Agglomération  | 20,69            | 3 682 (2022)                      | 178                | modifier les données · modifier les données |
| Eyzin-Pinet                | 38160      | 38780       | Vienne         | Vienne-2          | CA Vienne Condrieu Agglomération  | 28,44            | 2 301 (2022)                      | 81                 | modifier les données · modifier les données |
| Grenay                     | 38184      | 38540       | Vienne         | La Verpillière    | CC Collines Isère Nord Communauté | 7,20             | 1 632 (2022)                      | 227                | modifier les données · modifier les données |
| Heyrieux                   | 38189      | 38540       | Vienne         | La Verpillière    | CC Collines Isère Nord Communauté | 13,95            | 4 824 (2022)                      | 346                | modifier les données · modifier les données |
| Jardin                     | 38199      | 38200       | Vienne         | Vienne-2          | CA Vienne Condrieu Agglomération  | 9,25             | 2 156 (2022)                      | 233                | modifier les données · modifier les données |
| Luzinay                    | 38215      | 38200       | Vienne         | Vienne-1          | CA Vienne Condrieu Agglomération  | 18,96            | 2 438 (2022)                      | 129                | modifier les données · modifier les données |
| Moidieu-Détourbe           | 38238      | 38440       | Vienne         | Vienne-1          | CA Vienne Condrieu Agglomération  | 18,04            | 1 971 (2022)                      | 109                | modifier les données · modifier les données |
| Oytier-Saint-Oblas         | 38288      | 38780       | Vienne         | La Verpillière    | CC Collines Isère Nord Communauté | 14,30            | 1 733 (2022)                      | 121                | modifier les données · modifier les données |
| Pont-Évêque                | 38318      | 38780       | Vienne         | Vienne-1          | CA Vienne Condrieu Agglomération  | 8,76             | 5 843 (2022)                      | 667                | modifier les données · modifier les données |
| Reventin-Vaugris           | 38336      | 38121       | Vienne         | Vienne-2          | CA Vienne Condrieu Agglomération  | 18,40            | 2 042 (2022)                      | 111                | modifier les données · modifier les données |
| Les Roches-de-Condrieu     | 38340      | 38370       | Vienne         | Vienne-2          | CC Entre Bièvre et Rhône          | 1,03             | 2 031 (2022)                      | 1 972              | modifier les données · modifier les données |
| Saint-Alban-du-Rhône       | 38353      | 38370       | Vienne         | Vienne-2          | CC Entre Bièvre et Rhône          | 3,56             | 960 (2022)                        | 270                | modifier les données · modifier les données |
| Saint-Clair-du-Rhône       | 38378      | 38370       | Vienne         | Vienne-2          | CC Entre Bièvre et Rhône          | 7,16             | 3 678 (2022)                      | 514                | modifier les données · modifier les données |
| Saint-Georges-d'Espéranche | 38389      | 38790       | Vienne         | La Verpillière    | CC Collines Isère Nord Communauté | 24,65            | 3 500 (2022)                      | 142                | modifier les données · modifier les données |
| Saint-Just-Chaleyssin      | 38408      | 38540       | Vienne         | La Verpillière    | CC Collines Isère Nord Communauté | 13,95            | 2 678 (2022)                      | 192                | modifier les données · modifier les données |
| Saint-Maurice-l'Exil       | 38425      | 38550       | Vienne         | Vienne-2          | CC Entre Bièvre et Rhône          | 12,82            | 6 722 (2022)                      | 524                | modifier les données · modifier les données |
| Saint-Prim                 | 38448      | 38370       | Vienne         | Vienne-2          | CC Entre Bièvre et Rhône          | 7,30             | 1 454 (2022)                      | 199                | modifier les données · modifier les données |
| Saint-Sorlin-de-Vienne     | 38459      | 38200       | Vienne         | Vienne-2          | CA Vienne Condrieu Agglomération  | 9,94             | 967 (2022)                        | 97                 | modifier les données · modifier les données |
| Septème                    | 38480      | 38780       | Vienne         | Vienne-1          | CA Vienne Condrieu Agglomération  | 21,55            | 2 153 (2022)                      | 100                | modifier les données · modifier les données |
| Serpaize                   | 38484      | 38200       | Vienne         | Vienne-1          | CA Vienne Condrieu Agglomération  | 11,71            | 2 100 (2022)                      | 179                | modifier les données · modifier les données |
| Seyssuel                   | 38487      | 38200       | Vienne         | Vienne-1          | CA Vienne Condrieu Agglomération  | 9,75             | 2 168 (2022)                      | 222                | modifier les données · modifier les données |
| Valencin                   | 38519      | 38540       | Vienne         | La Verpillière    | CC Collines Isère Nord Communauté | 9,63             | 2 897 (2022)                      | 301                | modifier les données · modifier les données |
| Vernioz                    | 38536      | 38150       | Vienne         | Vienne-2          | CC Entre Bièvre et Rhône          | 11,32            | 1 503 (2022)                      | 133                | modifier les données · modifier les données |
| Vienne                     | 38544      | 38200       | Vienne         | Vienne-1 Vienne-2 | CA Vienne Condrieu Agglomération  | 22,65            | 31 555 (2022)                     | 1 393              | modifier les données · modifier les données |
| Villette-de-Vienne         | 38558      | 38200       | Vienne         | Vienne-1          | CA Vienne Condrieu Agglomération  | 11,03            | 1 979 (2022)                      | 179                | modifier les données · modifier les données |